# Farol da Ilha da Paz
O Farol da Ilha da Paz localiza-se na Ilha da Paz, município de São Francisco do Sul, estado de Santa Catarina, no Brasil.

## História
A sua construção foi iniciada em 1905, sob a direção do Capitão-Tenente Arnaldo Siqueira Pinto da Luz, com o aproveitamento da grande quantidade de pedras do local. A sua torre ergue-se a dezesseis metros de altura, circundada por três residências para os faroleiros. Foi inaugurado a 20 de agosto de 1906, sendo presidente da República o Dr. Rodrigues Alves, Ministro da Marinha o Vice-Almirante Júlio C. de Noronha e Diretor de Faróis o Capitão-de-Fragata Eduardo Augusto Veríssimo de Mattos.Seu primeiro faroleiro foi o Sr. Leovegildo Osorio.
A máquina do farol sustentava um hexaedro ótico giratório, fabricado em 1894 pela F. Barbier & Cie. Constructeurs de Paris, importado em 1905. De sua instalação até 1982, todo o equipamento era alimentado com querosene sob pressão, passando a partir de então, com a instalação de um antigo grupo motor-gerador oriundo da desativação da Base de Combustíveis da Ilha da Rita, a ser alimentado por energia elétrica. A lâmpada, de fabricação japonesa, aumentada pelo aparelho lenticular tinha alcance de vinte e três milhas náuticas.
O farol cujo número de ordem é 1437, tendo por nº internacional G-0540 está posicionado a 26º11’ de latitude sul e 048º 29’ de longitude oeste de Greenwich. Características: Lp branco - período 20 segundos – altitude do foco 84 metros.
Transcorridos dois anos de sua inauguração foi construída, em alvenaria, próxima ao portinho de desembarque, uma casa geminada com cinco compartimentos destinados a abrigar os quatro remadores e o patrão das baleeiras que eram utilizados no transporte de querosene e pessoal, entre a praia da Enseada e a Ilha da Paz, numa distância de duas milhas.
Com a instalação da Delegacia da Capitania dos Portos em São Francisco do Sul, em 1918, foi edificado junto ao mencionado portinho um rancho em alvenaria para abrigo de embarcações, ocasião em que, com a retirada das pedras empregadas na construção foi formada uma pequena praia na ilha, utilizada até os dias atuais tanto pelos familiares da guarnição quanto pelos visitantes autorizados.
Em 1941, com o advento da Segunda Guerra Mundial, ainda na gestão do Delegado Capitão-Tenente Álvaro Pereira do Cabo, foi instalada a Estação Rádio da Ilha da Paz, funcionando provisoriamente na casa nº 1, anexa ao corpo do farol, e tendo como seu primeiro encarregado o 3º SG-TL JUVENAL.
Sob a direção do Delegado Capitão-Tenente Antonio Carlos Raja Gabaglia, em 1942, foi construída, em área isolada, a residência do Encarregado do Farol. Nesta mesma época foi também concluído o rancho do porto do Penixe.
Já em 1945, o então Delegado Capitão-Tenente Carlos Luiz Duque Estrada levava a efeito a construção da residência do Telegrafista e da respectiva Estação de Rádio. A partir desta data, por duas décadas, nada de importante foi realizada na ilha, a não ser a conservação periódica dos prédios e caminhos existentes.
Em 1970, foi construída uma ponte de atracação no Porto do Penixe em concreto armado, com as dimensões de oito metros de comprimento por dois metros e cinqüenta centímetros de largura. A ponte permite atracação de embarcações de calado até dois metros na baixa-mar.
O primeiro faroleiro a ser destacado para a Ilha da Paz foi o Sr. Leovegildo Cezar da Fonseca Ozório, casado com a Sra. Emilia Augusta da Nóbrega, tendo lá permanecido por mais de duas décadas. Neste período nasceram na Ilha duas filhas do casal que foram batizadas pelos nomes de Maria da Paz e Maria da Graça, em homenagem à ilha e ao arquipélago das Graças. As meninas foram alfabetizadas pelo 2º faroleiro Sr. Felisberto de Carvalho e com doze anos de idade regressaram à cidade de São Francisco do Sul, onde ingressaram diretamente no 1º ano complementar. Após concluírem o Curso de Professorado tornaram-se excelentes mestras e transmitiram seus conhecimentos a diversas gerações de francisquences.
Os primeiros faroleiros mantinham na Ilha da Velha, localizada nas proximidades, uma criação de cabras, donde tiravam o leite para consumo de seus familiares. Usavam a mesma ilha para o plantio de bananas, verduras e hortaliças.
Os serviços de carga, pelos caminhos íngremes da Ilha da Paz, foram sempre realizados por animais. Na época da construção do Farol, um burro denominado "Moleque" transportava a água necessária, em dois barris, desde a Fonte do Cafeeiro até o pico do morro. O animal foi substituído por uma mula chamada de "Mulata" e esta auxiliada, mais tarde, por um boi de nome "Barnabé". "Mulata", com mais de trinta anos de serviços, morreu de velhice em princípios de 1983 enquanto que "Barnabé" teve seu fim em 1982 ao cair entre duas grandes lajes de pedra. Na atualidade a ilha possui duas cachorrinhas uma de nome "branquinha" e outra de nome "pretinha ou marrom", que vivem com os militares do farol.
Os Práticos da Barra e Porto de São Francisco do Sul, até o ano de 1936 pernoitavam nas casas geminadas da Ilha da Paz, quando construíram uma residência de madeira e definitivamente se transferiram para a Ilha Velha, que ocuparam até os anos 1990. Atualmente os práticos saem diretamente de São Francisco do Sul e não utilizam mais as ilhas.
A ilha possui duas fontes de água potável, a do Cafeeiro e a do Saco do Venâncio, com água de ótima qualidade e própria para consumo, além de três cisternas, com capacidades para 60.000 litros para armazenar água pluvial.
Convém ressaltar a piscosidade ao redor da Ilha e em todo o arquipélago das Graças. Lagostas, garoupas, badejos e outras espécies fazem do local atrativo maior para os pescadores.
Penixe, Portinho, Ponta do Sul, Saco do Venâncio, Pedra do Frade, Coruja, Paredão, Pomar, Fonte do Cafeeiro são as denominações usadas para distinguir os locais da encantadora Ilha da Paz.
Em 1989 todo o sistema foi modernizado. Foi instalado um Aparelho Lenticular de 4º Ordem, composto de seis painéis, proveniente do Farol de São Tomé (RJ). Além disso, sofrerem reformas a máquinas de rotação manual; a máquina de rotação elétrica e os sistemas de iluminação de emergência a gás e a querosene.
O antigo aparelho foi doado ao Museu Histórico de São Francisco do Sul onde ocupa lugar de destaque na sala dedicado à Marinha.
Atualmente o farol opera com os seguintes equipamentos:
- uma lanterna Barbier Bernard Tireham (BBT) de 4º ordem;
- um pedestal "Revolving Beacon" (PRC) 46;
- um transmissor-receptor de VHF-URC 15, utilizado para contatos diários com a Delegacia; e
- três grupos geradores MWM que fornecem energia durante o período noturno.

A ilha encontra-se guarnecida por dois militares (um faroleiro e um motorista encarregado do grupo gerador) que lá residem com suas famílias.
A Ilha da Paz e seu complexo de construções, que inclui o farol, compõe área militar com visitação proibida. Somente com autorização da Marinha do Brasil o desembarque na ilha pode ser realizado.